# Retrato de Gerolamo (?) Barbarigo
El Retrato de Gerolamo (?) Barbarigo, también conocido como El hombre de la manga azul, antiguamente creído retrato de Ludovico Ariosto, es un óleo sobre lienzo pintado por Tiziano y datado hacia 1510. Sus dimensiones son 81,2 x 66,3 cm y actualmente se conserva en la National Gallery de Londres. 

## Historia
La obra pertenecía hacia 1639 a la colección de Alfonso López de la que pudo pasar a la de Anton van Dyck. Famosa en el siglo XVII, la pintura fue conocida por Rembrandt quien se inspiró en ella para pintar su Autorretrato con camisa bordada.  
A la National Gallery llegó en 1904 tras ser adquirida como parte de la colección de Lord Darnley. La identificación con el poeta Ariosto es puramente tradicional y el origen plantea más de una duda entre la crítica moderna. De hecho, la tradición se basa únicamente en un grabado tradicional del poeta del siglo XVI. Algunos lo han relacionado con el retrato de un caballero de la familia Barbarigo descrito con precisión por Giorgio Vasari.
Las letras "T.V." sobre el parapeto normalmente se interpretan como las iniciales del pintor (Tiziano Vecellio), aunque resultan estrechamente parecidas a las más misteriosas "V.V." que se aprecian en diversas obras atribuidas a Giorgione, como en el "Retrato de hombre joven".
En el caso del "Retrato de Ariosto" su atribución y datación se basaron en características del estilo y la analogía con otras obras como La Schiavona conservada también en la National Gallery.

## Descripción y estilo
Sobre un fondo oscuro, uniforme, un hombre es retratado de cintura para arriba con un brazo apoyado en un parapeto sobre el cual se aprecian incisas las letras "V.V.". Su busto está de perfil, vuelto a la derecha y la cabeza girada tres cuartos observando al espectador en una pose desenfadada, algo desdeñosa y cautivadora. Su vestimenta es rica y elegante con la gran manga de raso acolchada, una auténtica obra maestra cromática, que domina la composición. Significativo es también el virtuosismo en la composición y en los reflejos del material (brillante sobre el raso y opaco sobre la piel de su manto negro), así como la representación explícita e intensamente psicológica del retrato.
El hombre tiene la barba larga, pelo negro y melena. Una nariz recta y afilada, ojos expresivos y la boca cerrada que transmite una sensación de digna compostura.
La inspiración de la obra es posiblemente la retratística de Giorgione, aunque aquí Tiziano se ha distanciado evitando la dulzura modulada de su colega creando una figura de viva y palpitante humanidad

## Nota
1. ↑  Autorretrato con camisa bordada. Rembrandt
2. ↑  Retrato de Ariosto en Indianapolis
3. ↑  Vita di Tiziano da Cador, Wikisouce
4. ↑  Retrato de hombre joven de Giorgione.